# São Francisco do Guaporé
São Francisco do Guaporé este un oraș în Rondônia (RO), Brazilia.